# Joseph Toussaint Reinaud
Joseph Toussaint Reinaud, född 4 december 1795, död 14 maj 1867, var en fransk orientalist.
Reinaud studerade orientaliska språk i Paris under Antoine-Isaac Silvestre de Sacy. Han anställdes vid nationalbiblioteket 1824 samt blev medlem av Franska institutet 1832. Reinaud blev professor i arabiska 1838.